# Harle couronné
Lophodytes cucullatus
Genre
Espèce
Statut de conservation UICN

 LC  : Préoccupation mineure
Le Harle couronné (Lophodytes cucullatus) est une espèce de canards piscivores, la seule du genre Lophodytes. C'est le plus petit des harles nord-américains. Autrefois, il était appelé Bec-scie couronné.

## Description

### Morphologie

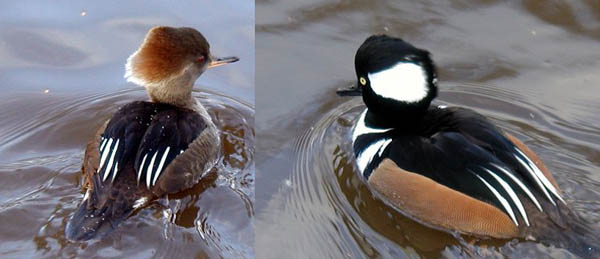
Harle couronné
(femelle à gauche ; mâle à droite)

Les mâles ont une longueur comprise entre 43 et 58 centimètres de long pour une envergure de 56 à 70 centimètres, bien que leur poids n'ai pas été spécifiquement étudié, ils pèsent en moyenne de 540 à 680 grammes respectivement pour les femelles et les mâles. Ils disposent d'un bec ressemblant à ceux des harles du genre Mergus, mais n'en font pas partie. Leurs yeux sont particulièrement bien adaptés à la vision sub-aquatique.

### Plumage
Chez les adultes, deux barres irrégulières noires marquent les côtés de la poitrine. La queue est brun-gris sombre. La gorge, la poitrine et le ventre sont blancs. Les flancs sont fauves ou brun-roux. Chez les 2 sexes, la tête est ornée d'une huppe.
Le mâle possède un plumage qui présente une combinaison de noir, de blanc et de brun-roux. Chez le mâle adulte, la tête, le cou et le manteau sont noirs, le croupion gris. Le caractère physique le plus remarquable est constitué par la crête qui, lorsqu'elle est déployée, révèle un formidable éventail blanc bordé de noir. Quand elle est au repos, elle se réduit à une simple et large rayure blanche en arrière de l'œil.
La femelle a la tête et le cou brun grisâtre.  La huppe est brunâtre et plus courte que celle du mâle. Le dos, les scapulaires, le croupion et la queue sont brun foncé. Les ailes sont brunes, avec des taches blanches. L'abdomen est blanc. Les immatures ne se distinguent des femelles que par une crête plus petite et une coloration plus pâle. Ils deviennent adultes après 2 ans.

## Comportement

### Locomotion
Ils sont assez maladroits en marchant, mais les femelles peuvent parcourir de longues distances avec leurs petits. Ils décollent rapidement et pour ce faire sont capables de courir sur l'eau. Ils battent très rapidement des ailes. Pour atterrir, ils pratiquent un « ski nautique ». Bons plongeurs, ils s'aident de leurs ailes et allongent leurs pattes vers l'arrière.

### Alimentation
Ils se nourrissent en plongée et en nageant sous l'eau pour recueillir des petits poissons, des crustacés et des insectes aquatiques. Ils consomment également des graines et des plantes aquatiques.

### Comportement social
Le comportement de ce harle est peu connu, notamment sur sa territorialité ou sur le comportement de la mère envers ses petits.
Il est grégaire durant l'hivernage.

### Reproduction

#### Formation d'un couple
La femelle harle retourne tous les ans sur le même site. Elle choisit son mâle au cours de l'hiver, de novembre à janvier. Pour ce faire, un groupe comportant plusieurs mâles et une ou deux femelles se constitue. Pour la parade nuptiale, les mâles déploient leur crête et agitent vigoureusement leur tête de diverses façons tout en émettant des croassements après de brusques hochements de tête. Ils procèdent aussi à des vols courts. Les couples sont monogames. 

#### Nidification
C'est la femelle qui sélectionne le site pour l'édification du nid, pas nécessairement le même tous les ans, généralement dans une cavité d'un arbre mort ou vivant situé de 1,2 mètre à 4,5 mètres du sol. Les mêmes nids peuvent être disputés entre plusieurs espèces comme les grands harles ou les garrots. Ainsi il arrive que l'on trouve des œufs de plusieurs espèces différentes dans un même nid. Les nids peuvent se trouver assez éloignés des points d'eau. Les femelles doivent donc conduire en marchant leurs petits jusqu'à 1,2 kilomètre pour gagner ceux-ci. 

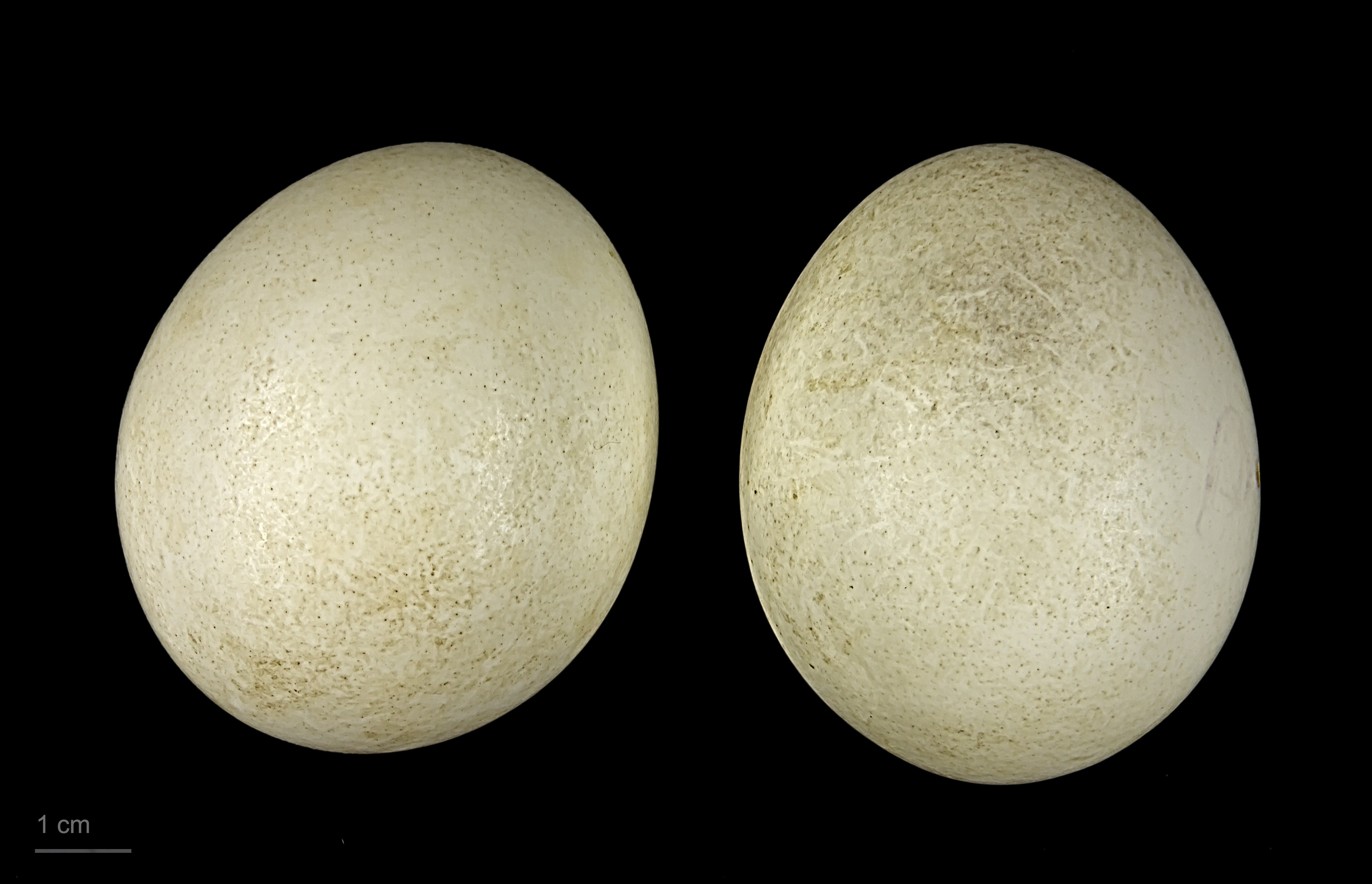
Lophodytes cucullatus - MHNT

De la fin de février au début de juin, suivant l'altitude, entre 7 ou 8 œufs presque sphériques et ont une coquille d'épaisseur non homogène, ils y sont déposés une fois le nid terminé. Plus la femelle est âgée, plus la ponte intervient précocement dans la saison et plus le nombre d'œufs a tendance à être important. La plupart des couvaisons ont lieu entre mars et avril durant 32 à 33 jours. Immédiatement après la ponte, le mâle abandonne la femelle. Celle-ci couve pendant près d'un mois, période au cours de laquelle elle perd 8-16 % de son poids corporel. 
Les canetons, nidifuges, quittent le nid environ 24 heures après être sortis de l'œuf et sont capables de se nourrir et de plonger. On sait peu de choses sur l'éducation que les mères apportent aux canetons, celles-ci abandonnant leur progéniture 5 semaines après l'éclosion.
Il n'y a presque jamais de couvée de substitution, sauf dans les rares cas où le mâle n'a pas encore quitté la femelle.

## Habitatet répartition

Carte de répartition
Aire de nidification
Voie migratoire
Présent à l'année
Aire d'hivernage

Ils vivent dans les zones humides du nord-ouest des États-Unis, au sud du Canada et à l'est du Mississippi dans les eaux calmes et peu profondes, les réservoirs d'eau claire avec un fond sableux ou de galets, proche des forêts tempérées. Ils sont particulièrement abondants dans la région des Grands lacs. La zone d'hivernage comprend d'une part la côte Pacifique de la Californie et d'autre part la côte du Delaware au Texas dans les eaux douces comme les ruisseaux, les étangs, les baies saumâtres, les estuaires et les estrans.
Les préférences du harle couronné en matière d'habitat sont assez similaires à celles du canard branchu, d'une taille comparable, mais contrairement à ce dernier, il délaisse les eaux tourmentées ou même les lacs de grande superficie, ayant plus de mal pour s'y alimenter.
Il préfère nicher dans les cavités des arbres près de l'eau à 3 à 6 mètres du sol. Il n'hésitera pas à utiliser des nichoirs aménagés par des carolins, s'ils sont disponibles.
Ils migrent à la fin de l'automne sur des courtes distances lorsque ces points d'eau sont pris par les glaces, en général c'est un migrant précoce. Il se déplace seul, en couple ou en petites bandes
Il n'existe pas d'informations précises sur la taille des populations, le Harle n'ayant aucun statut de conservation spéciale, on a estimé cependant en 2002 sa population de 270 000 à 390 000 individus. Ils sont exceptionnellement aperçus en Europe, cependant comme il existe un  grand nombre de ces oiseaux en captivité, il est aujourd'hui difficile de déterminer si leur présence est dû à une erreur de migration ou à une escapade.

## Systématique
Une espèce fossile de canard, nommée à sa découverte Querquedula floridana du Pléistocène à Vero Beach en Floride, s'est révélée être après plusieurs examens successifs proche de cette espèce. Elle est désormais appelée Lophodytes floridanus, mais la relation exacte entre ce fossile et cette espèce est inconnue.
synonymeMergus cucullatus

## Harles couronnés et l'homme
Près de 18 000 harles couronnés ont été abattus aux États-Unis et au Canada en 1994. La chasse de cette espèce est moins prisée qu'elle ne l'a été notamment du fait de la baisse des effectifs due à la destruction de leur habitat (domestication des cours d'eau, déforestation, pratiques agricoles qui augmentent la turbidité de l'eau, etc.). Les pluies acides nuisent également à l'espèce, car un faible pH peut provoquer une importante diminution du nombre d'invertébrés aquatiques, et donc réduire l'alimentation des canetons.
Ces harles ne sont que depuis relativement peu de temps élevés en captivité. Les premiers élevages datent des années 1950 aux États-Unis. Ils ont été ensuite introduits au Wildfowl and Wetlands Trust au Royaume-Uni, puis dans d'autres pays européens comme l'Allemagne dans les années 1970.

### Référence taxonomiques
- (en) Congrès ornithologique international : Lophodytes cucullatus dans l'ordre Anseriformes (consulté le 24 avril 2022)
- (en) Zoonomen Nomenclature Resource (Alan P. Peterson) : Lophodytes cucullatus  dans Anseriformes
- (fr + en)  Avibase : Lophodytes cucullatus (+ répartition) (consulté le 30 juin 2015)
- (en) Tree of Life Web Project : Lophodytes cucullatus
- (fr) CITES : taxon  Lophodytes cucullatus (sur le site du ministère français de l'Écologie) (consulté le 21 mai 2015)
- (en) Fauna Europaea : Lophodytes cucullatus (Linnaeus, 1758) (consulté le 21 mars 2023)
- (en) WoRMS : espèce Lophodytes cucullatus Linnaeus, 1758
- (en) Animal Diversity Web : Lophodytes cucullatus
- (en) NCBI : Lophodytes cucullatus (taxons inclus)